# 洛斯 (朗德省)
洛斯（法語：Losse，法語發音：[lɔs]）是法国朗德省的一个市镇，位于该省东北部，属于蒙德马桑区。

## 地理
洛斯（44°6'32"N, 0°6'10"W）面积102.69 平方千米，位于法国新阿基坦大区朗德省，该省份为法国西南部沿海省份，是法國本土面积第二大的省，北起吉倫特省，西临大西洋，南至大西洋比利牛斯省，东临热尔省，东北与洛特-加龍省接壤。
与洛斯接壤的市镇（或旧市镇、城区）包括：布里奥-贝尔贡斯、埃斯蒂加尔德、埃雷、吕邦、迈拉、兰贝兹和博迪耶茨、圣戈尔、维耶勒苏比朗、阿隆、埃斯卡朗。

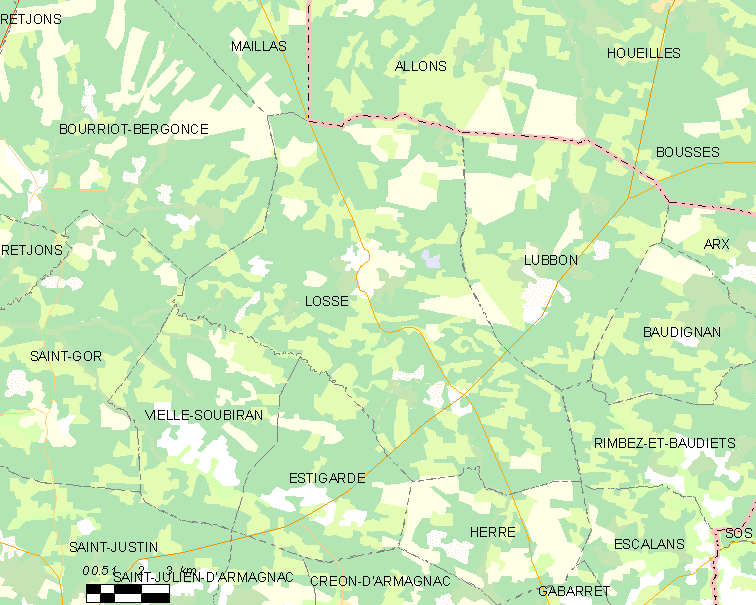
的OSM定位图

洛斯的时区为UTC+01:00、UTC+02:00（夏令时）。

## 行政
洛斯的邮政编码为40240，INSEE市镇编码为40158。

## 政治
洛斯所属的省级选区为上朗德-阿马尼亚克县。

## 人口

1962-2008年间人口变化图示

洛斯于2022年1月1日时的人口数量为282人。